# Nederlandse schaakgeschiedenis

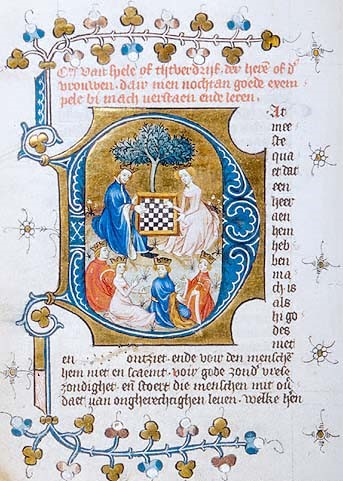
Pagina uit Tafel van den kersten ghelove (1404) van Dirc van Delf

De Nederlandse schaakgeschiedenis beschrijft de ontwikkeling van het schaken in Nederland vanaf de introductie van het spel rond de 12e eeuw tot en met het moderne schaakspel.
Het oudste teken van het schaakspel op Hollandse bodem dateert van rond 1200 toen noormannen aan de Friese kust een schaakstuk achterlieten dat vergelijkbaar is met de Lewis-schaakstukken. Of deze de aanleiding voor de verspreiding van het spel in Nederland waren is onbekend, maar halverwege de 14e eeuw lijkt het spel in de toenmalige Lage Landen voet aan de grond te krijgen.
Wanneer in de 18e eeuw buitenlandse schakers het land aandoen en hierover publicaties uitkomen raakt het spel onder een breder publiek bekend. Toch liep de ontwikkeling van het spel in Nederland achter op die in het buitenland, tot het Nederlandse schaken in de 19e eeuw een radicale transformatie onderging. Mede onder invloed van Elias Stein en daarna de verbetering van Nederlandse verkeersinfrastructuur raakte het spel wijder verspreid en geleidelijk aan werd aansluiting gemaakt met de internationale schaakwereld. Die aansluiting kwam ergens tussen 1873, toen de Nederlandse Schaakbond opgericht werd; en 1909, toen het eerste officiële Nederlandse schaakkampioenschap gehouden werd.
Gedurende het interbellum explodeerde de populariteit van het Nederlandse schaken als gevolg van het succes van Max Euwe, die in 1935 de eerste Nederlandse wereldkampioen schaken werd. Latere populariteitsgolven als gevolg van de successen van Jan Timman (bijgenaamd The best of the West in een tijd toen de Russen domineerden) en Anish Giri (voormalig wonderkind en sinds 2010 bijna onafgebroken in de top 10 van 's werelds sterkste schakers) konden hieraan niet tippen.

## Chronologie

### 12e-15e eeuw

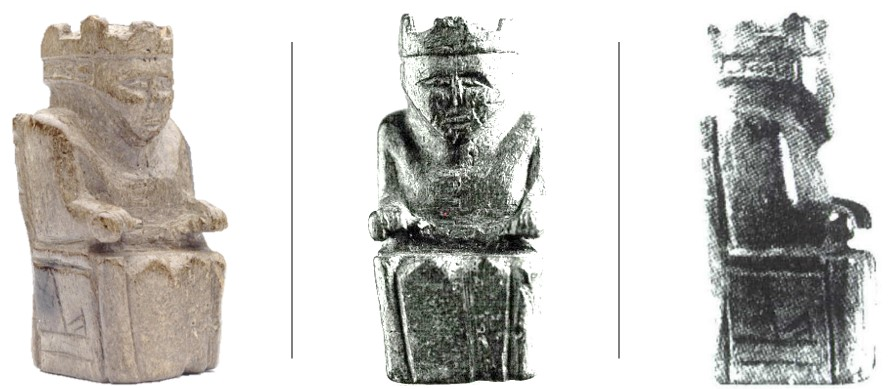
De Leeuwardse koning, een Scandinavisch schaakstuk van rond 1100, gevonden in Leeuwarden.

Meerdere vondsten door het land suggereren dat het schaakspel in de 12e eeuw de Lage Landen heeft bereikt. In Leeuwarden is een benen schaakkoning gevonden die gedateerd wordt van rond het jaar 1100. Dit schaakstuk toont gelijkenis met de Lewis-schaakstukken. Het is mogelijk door Noormannen in Friesland achtergelaten of via handelsbetrekkingen daar terechtgekomen. Uit dezelfde periode komt een schaakstuk van walrusivoor in de vorm van een bloem van acanthusbladeren, opgegraven bij het voormalige  't Oude Huys te Helmond, een kasteel waar hoge adel woonde. Een ander 12e-eeuwse schaakstuk dat daar is gevonden betreft een abstract gevormde loper of paard in Arabische stijl en gemaakt van narwalivoor.
Van 12e-eeuwse Arthurromans als Walewein en het schaakspel en Ferguut, die oorspronkelijk in het Frans geschreven waren bestaan Nederlandse vertalingen uit de 13e eeuw, een indicatie dat het spel in die periode in trek kwam. Ook zijn er verhalen als Floris ende Blancefloer, De vier heemskinderen en de Nederlandse versie Lancelot en het magisch schaakbord en Huyge van Bourdeus die eeuwenlang rondcirkelden.

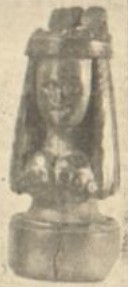
15e-eeuwse schaakkoningin opgegraven in terp van Kimswerd.

Het oudste concrete spoor van dat het schaakspel op Nederlandse bodem gebezigd is dateert van 1361, toen gravin van Voorne een schaakbord schonk aan gravin Machteld. In die periode was er ook ene 'meester Janne den scaker' wiens reputatie zo goed was dat hij wel eens voor een partijtje schaak naar het Haagse hof van Graaf Willem V van Holland / hertog Albrecht van Beieren gehaald werd. Het paard en miniatuurschaaktafel die bij opgravingen van 't Kasteel van Aemstel naar boven kwamen geven blijk dat omstreeks 1400 aldaar geschaakt werd. Uit dezelfde periode komt vermoedelijk de gesluierde schaakkoningin die in de terp van Kimswerd is gevonden.
Het schaken stond symbool voor galante interactie tussen geliefden en dat kwam tevens tot uitdrukking in de literatuur, waar het schaken de liefde verbeeldde: Het oudst bekende voorbeeld hiervan is een miniatuur uit een handschrift van de Tafel van den kersten ghelove van Dirc van Delf uit 1404.

### 18e eeuw

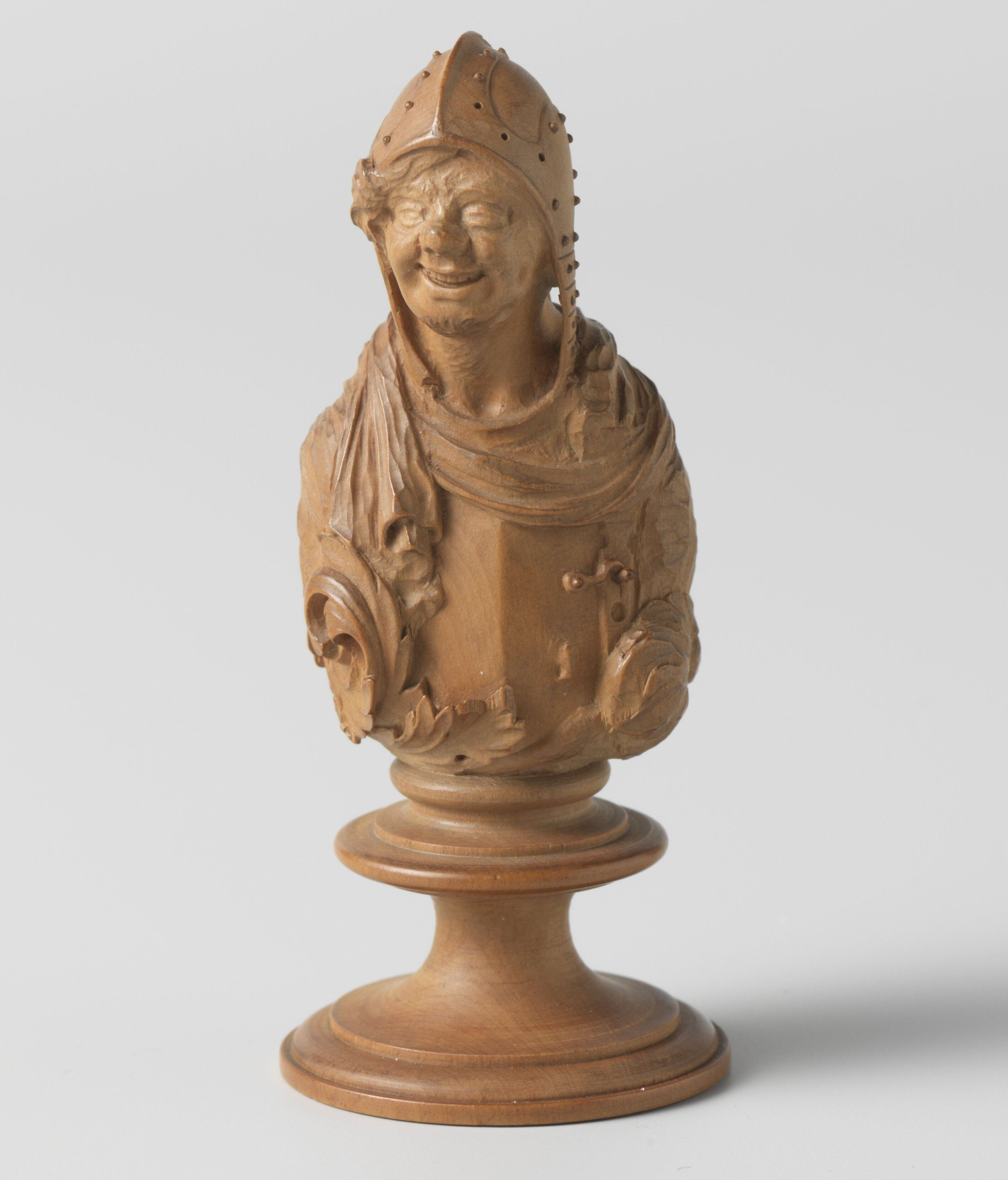
Adraen van der Werff werkte rond de 18e eeuwwisseling jarenlang aan een set ebben- en palmhouten schaakstukken. Hiervan is alleen een pion overgebleven.

Kort na 1700 ontwikkelde Den Haag als schaakcentrum van de Nederlanden, onder invloed van de binnen- en buitenlandse politici, militairen en gegoede burgerij die er woonden en werkten. Jacob Campo Weyerman, eveneens woonachtig in Den Haag, is de auteur van Een vertoog over 't schaakspel, de oudst bekende Nederlandse verhandeling over het schaakspel, waarin hij onder meer schreef over de relatie van de Oranjes met het schaakspel. Uit deze verhandeling blijkt dat toen nog gedacht werd dat het schaken door Palamedes was uitgevonden.
In 1745 kwam François Philidor als 19-jarige op verzoek van de Italiaanse musicus Lanza naar Nederland. Hij zou er meewerken aan een aantal concerten, die Lanza met zijn als harpspeelster bewonderde 13-jarige dochter en de violist Geminiani zou geven. Van dit plan kwam niks terecht door het overlijden van Lanza. Hij bleef desalniettemin een jaar hangen en schaakte met Engelse officieren die in Den Haag gestationeerd zaten. Tegen vergoeding gaf hij er schaakles aan de prins van Waldeck, die toen bevelhebber van het Hollandse leger was. Halverwege de 18e eeuw komt hij nog eens in Nederland alwaar hij zijn beroemde boek Analyze des Echecs schreef en die in 1749 in Londen uitgegeven werd. Het boek was opgedragen aan de hertog van Cumberland die Philidor in zijn legerkwartier te Eindhoven had bezocht en die het werk met een flinke bijdrage steunde. Het in het Frans geschreven boek vond weinig aftrek in Nederland en werd vooral naar het buitenland verkocht. Ook de vertaling die een kleine vier decennia later uitkwam, kon op een uiterst kleine Nederlandse aftrek rekenen. Toch zou het volgens Van der Linde een duiding zijn van toenemende belangstelling voor het schaakspel in Nederland.  
| E. Wassenbergh v S.H. Menger Universiteit van Franeker (1786) 1.e4 c5 2.♗c4 e6 3.♕el ♘c6 4.c3 a6 5.84 b6 6.f4 d6 7.♘f3 ♘ge7 8.♗a2 g6 9.d3 ♗g7 10.♗e3 d5 11.♘bd2 0-0 12.0-0 f5 13.e5 h6 14.d4 c4 15.b4 b5 16.♗bl ♕cl 17.axb5 ♘a7 18.bxa6 ♗d7 19.♖c1 ♘b5 20.♗f2 ♗c8 21.♕e3 ♗xa6 22.♗c2 ♗b7 23.♖e1 ♖xa1 24.♖xa1 ♖a8 25.♖xa8 ♗xa8 26.♗h4 ♗b7 27.♗f6 ♘c6 28.♗a4 ♗a6 29.g3 ♗xf6 30.exf6 ♘d8 31.♘e5 ♕h7 32.♘c6 ♘xc6 33.♕xe6+ ♕f7 34.♕xc6 ♘c7 35.b5 ♗c8 36.b6 ♘a6 37.b7 ♗e6 38.♕xa6 ♔h7 39.b8♕ ♗d7 40.♗xd7 h5 41.♗e6 ♕g7 42.fxg7 ♔xg7 43.♕g8+ ♔h6 44.♕h8 mat. |

Het schaken beperkte zich niet tot het Haagse bolwerk. De oudste schaakpartij op Nederlandse bodem waarvan de notatie bekend is in 1786 gespeeld tussen E. Wassenbergh en S.H.Menger aan de universiteit van Franeker.
De trend van toenemende belangstelling voor het schaakspel in Nederland werd versterkt door de komst van Elias Stein, die op uitnodiging van Willem V (1748–1806) in dezelfde periode als Philidor naar Nederland kwam om schaakles te geven aan de zonen van de stadhouder. Hij schreef in 1789 de Nouvel essai sur le Jeu des Echecs, avec des reflexions militaires à ce jeu, opgedragen aan zijn koninklijke leerlingen. Hoewel toentertijd geprezen in Nederland, werd dit boek door Van der Linden afgeserveerd als "niets anders dan een flauwe kopie van Philidors onderneming".
Philip Julius van Zuylen van Nijevelt was een van de inschrijvers van Steins boek. Van zijn hand verschijnt in 1792 te Kampen het eerste door een Hollander geschreven schaakboek. De eerste versie, in het Frans, vindt - wederom - vooral in het buitenland grote aftrek en wordt geloofd door William Lewis, destijds een vooraanstaande Britse schaker en auteur.

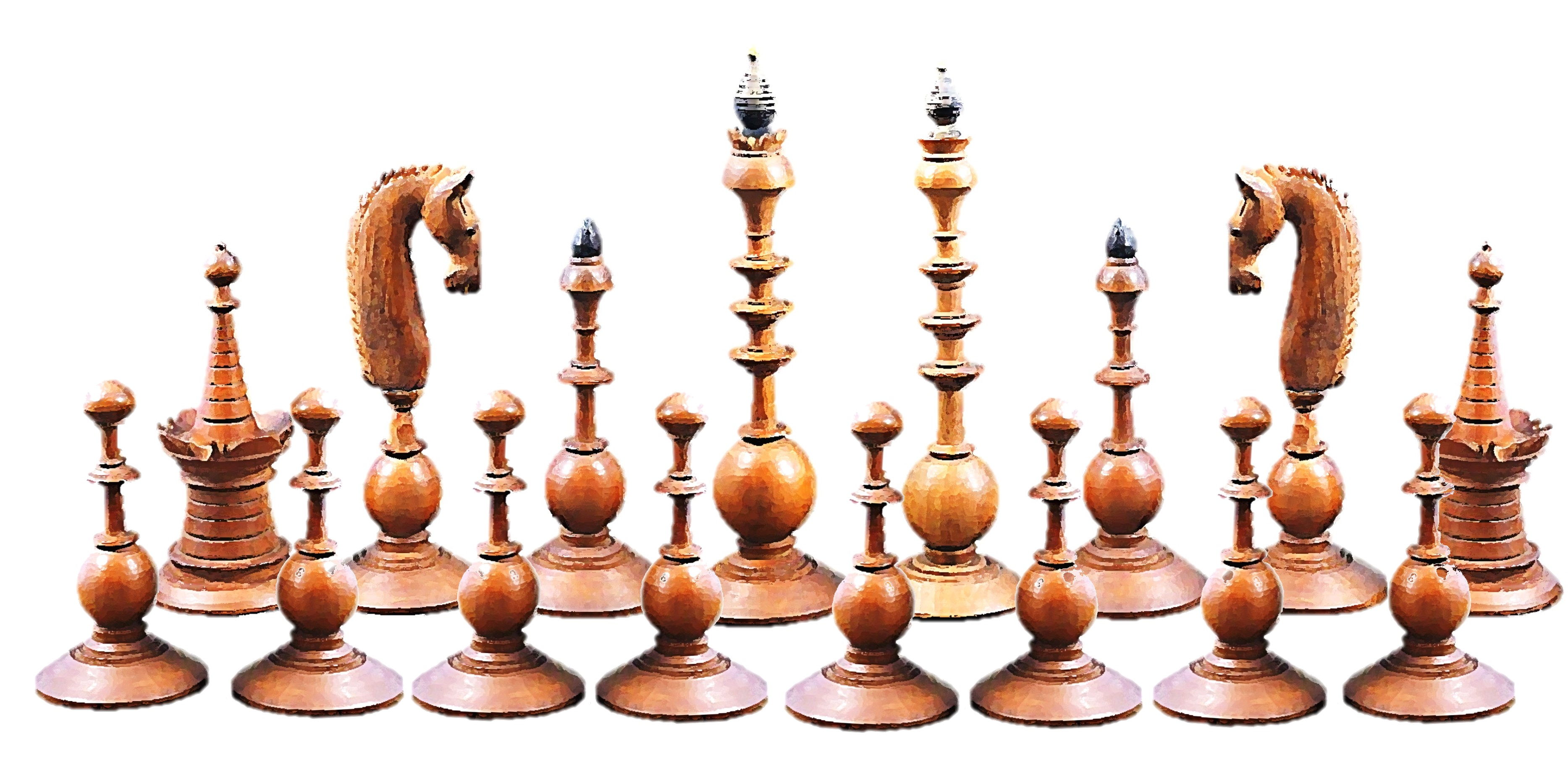
Het 'Hollandse schaakspel' uit de 18e eeuw
Van dit schaakspel bevinden zich enkele sets in de collectie van de Duitse verzamelaar Hans Langer. De stukken dateren waarschijnlijk uit het einde van de 18e eeuw. Het gaat om een grote koning (ca. 102 mm) handgedraaide en gesneden stukken, vermoedelijk gemaakt van buxus en ebbenhout. De stukken hebben een zeer langwerpige, slanke vorm en vertonen delicaat draaiwerk. De koningen en dames hebben gedraaide bolvormige eindstukken van runderbeen. De torens zijn gesneden met puntige spitsen van zeldzaam detail. De paardenhoofden zijn relatief groot en doen historisch aan. De lopers hebben gedraaide koepels met de kleur van de tegenpartij.

In de loop van deze eeuw komen een aantal bijzondere schaakspellen in de omloop die anno 2011 zeldzaam zijn. Vermoed wordt dat een van die spellen een karakteristieke "Hollandse schaakspel" is, vervaardigd in Nederland of Vlaanderen (zie tekstbox).
In 1898 werd, wederom in Den Haag, voor het eerst van een schaakvereniging gewag gemaakt, vermoedelijk de eerste schaakvereniging - en daarmee eerste sportvereniging - van Nederland. De vereniging had een revolutionair karakter, het wilde de namen van de schaakstukken wijzigen: de koning werd wetgever, de koningin directeur, de loper (toen raadsheer) administrateur, het paard agent, de toren rechter en de pionnen (toen ook wel boeren genoemd) burgers. Deze vereniging was een kort leven beschoren.

### 20e eeuw
Rond de 20e eeuwwisseling vond Nederland in de persoon van Arnold van Foreest aansluiting met de wereldtop. Max Eeuwe was wereldkampioen schaken van 1935 tot 1937. In de jaren '80 behoorde Jan Timman tot de wereldtop. In 1993 speelde hij om de wereldtitel tegen Karpov, maar verloor. 

## Internationale context
Ondanks de relatief late aansluiting met de internationale schaaktop en de kleinschaligheid, heeft het Nederlandse schaken toch de reputatie van een schaakland opgebouwd. Er zijn diverse ontwikkelingen op Nederlandse bodem geweest die in het buitenland niet ongemerkt zijn gebleven en een blijvende invloed op het spel gehad hebben:
- Het shuffleschaak is in Nederland ontstaan, 's werelds eerste vierschaak schaakgenootschap is er opgericht, het kent oude openingen zoals de Hollandse verdediging, de Van 't Kruijs opening en de Benima-variant. Minder bekend is “den grooten gambiet”, een gambiet bedacht door Naret Oliphant. Het was de lokale equivalent van de Kieseritzkygambiet, een vrijwel identieke opening die vanwege Lionel Kieseritzky's reputatie wel roem maakte. In 1923 introduceerde Max Euwe de Scheveningense variant van de Siciliaanse verdediging in zijn partij tegen Maróczy.

- De Nederland schaakgemeenschap was met de oprichting van de nationale schaakbond in 1873 als een van de eerste, zoniet de eerste in de wereld die door een bond verbonden was. De KNSB geldt thans als de oudste schaakbond ter wereld.[34]
- Het Nationaal Schaakgebouw werd op initiatief van Discendo Discimus en onder leiding van Alexander Rueb opgericht met het idee een onafhankelijk schaakcentrum te verkrijgen. Tot aan de Tweede Wereldoorlog was het pand het centrum van het schaken in Nederland, zoals Den Haag dat was sinds de 18e eeuw. Het pand was uniek omdat het het eerste pand wereldwijd was dat uitsluitend aan het schaakspel was toegewijd. Beroemde schaakcentra als het Café de la Régence waren immers immer deel van een restaurant, café of andere functie. Na de Tweede Wereldoorlog verschoof de betekenis van nationaal schaakcentrum echter naar Amsterdam, waar thans het Max Euwe Centrum als het nationale centrum van het schaken geldt.
- De wereldschaakbond, Fédération Internationale des Echecs (FIDE), is opgericht door met name de eerder genoemde Alexander Rueb, die hiervan de eerste president werd. Hij hield kantoor in het eerdergenoemde Nationaal Schaakgebouw, waar hij tevens zijn woning had.
- Na Rueb zou Max Euwe als tweede Nederlander, de derde president van de FIDE worden. In die hoedanigheid speelde hij in 1972 achter de schermen een belangrijke rol in de "Match van de Eeuw" tussen Bobby Fischer en Boris Spasski.
- Nederland heeft meerdere internationaal gereputeerde schaaktoernooien gehad. Het Tata Steel-schaaktoernooi (voorheen het Hoogovenstoernooi genoemd) wordt thans de Wimbledon van de schaakwereld genoemd.
- Niet zo bekend maar wereldwijd toegepast op clubniveau is het Systeem Keizer, een toernooiformule ontwikkeld eind jaren 1950 door de Enschedeër J.H. Keizer.
- Het eind 19e eeuw door H.D.B. Meier uitgevonden schaakklok met vlaggetje is decennialang wereldwijd gebruikt tot de introductie van de digitale klok, terwijl de term 'de vlag valt' of 'door de vlag gaan' in internationale spreektaal is blijven voortbestaan.
- Het Enschedese bedrijf Digital Game Technology is begin 21e eeuw internationale marktleider van digitale schaakklokken.
- Nederland heeft ook met correspondentieschaak in binnen- en buitenland hoge ogen gegooid. In de 19e eeuw, toen de wegeninfrastructuur nog niet ontwikkeld was en transport tussen de steden nog voornamelijk per trekschuit en koets ging, was correspondentieschaak een populaire vorm van schaken tussen individuele spelers en verenigingen. Begin 21e eeuw heeft Nederland in Joop van Oosterom en Ron Langeveld twee meervoudige wereldkampioenen. Ook op het vlak van probleemschaak doet Nederland het goed. Zo zijn wijlen Harry Goldsteen en Jan Timman twee internationaal gerenommeerde problemisten.

## Schaakcollecties
De belangrijkste collecties van schaakspellen en aanverwant literatuur in Nederland:
- Max Euwe Centrum
- In de Biblioteca Van der Linde-Niemeijeriana, ook in Den Haag groeit sinds de 19e eeuw een groot schaakbibliotheek en archief. Het is heeft het op een van de grootste schaakcollectie ter wereld. Alleen de John G. White Chess and Checkers Collection van het Cleveland Public Library in de Verenigde Staten is groter.[35]
- Tresoar, Leeuwarden
- Schaakstukkenmuseum in Rotterdam met een collectie van ruim 700 exemplaren. Ter vergelijking; het Turkse Gökyay Schaakmuseum in Ankara heeft anno 2024 's werelds grootste schaaksetcollectie met 723 sets op een oppervlak van ruim 1000 vierkante meter.

## Appendix

### Meer lezen
- Mathieu en Ine Kloprogge (2011). Het schaakspel in Nederland.[36][36][37]
- Diepstraten, Leo (2001),  Spel uit de kunst in de kunst[38]